# Rekhetre
Rekhetre (Rḫ.t Rꜥ. "Coneguda per Ra") va ser una reina egípcia de finals de la IV Dinastia o principis de la V. Era filla del faraó Khefren. Enlloc apareix qui era el seu marit, tot i que Rekhetre hauria estat l'esposa d’un dels successors de Khefren, possiblement el rei Menkaure.

## Títols
- Filla del rei del seu cos
- La que veu Horus i Set
- Gran del ceptre d'hetes
- Esposa del Rei.

A la tomba del seu servent Kaemnefret, se l'anomena filla de Khefren.

## Tomba
La tomba de Rekhetre va ser excavada entre el 1934 i el 1935 per l'arqueòleg egipci Selim Hassan. A la tomba se la va denominar "tomba de Rekhit-Ra", però més tard se li va donar el número G 8530. La tomba es troba al Camp Central de la necròpolis de Guiza.
La tomba té un llarg passadís que fa un gir de 90 graus a l'esquerra i, a través d'una entrada, s'arriba a un passadís més curt. Un revolt pronunciat a la dreta condueix a una capella. En un cantó s'hi va crear un nínxol i a l’altra banda tres pilars marquen el pas cap a una habitació lateral. Des d'aquesta habitació lateral, un passatge inclinat condueix a una cambra funerària que conté un sarcòfag. El sarcòfag estava buit. Els ossos de les potes d’un toro es van trobar a la part superior del sarcòfag. També s'hi van trobar restes humans. Aquestes restes humanes podrien ser les de Rekhetre. S'havia tallat un recés en una de les parets per contenir els vasos canòpis, però havien desaparegut.
Es van trobar diversos elements a les restes del terra de la cambra funerària, com ara diversos gerros petits d’alabastre, una tapa de vas canopi i un fragment d’alabastre que conté la imatge d’una dona asseguda en una cadira. Es van trobar més fragments dels vasos canòpis a la zona de la capella i al pati de la tomba.

## Rekhetre a la tomba de Kaemnefert
La tomba familiar G 8538 pertany a Kaemnefert, Irenakhet Iri i Kakaiankh. Kaemnefret era un supervisor de sacerdots-ka de la finca funerària i sènior de la drassana de vaixells neheb. També era un ka-servidor de Rekhetre.
Kaemnefret es mostra de peu davant Rekhetre en dues escenes coincidents als brancals de la porta. Se'l mostra agafant una flor de lotus al nas amb la mà esquerra. Vesteix amb un senzill vestit llarg i té una llarga perruca tripartida. Porta braçalets, claus i collaret. Kaemnefret es mostra a una escala més petita davant la reina i té un encenser a les mans. En un registre a sota d’aquesta escena s'hi representen quatre servents ka: Ptahsheri porta una gerro i un bol, Ihy porta una oca viva i Iynefer du un ànec a cada mà. Finalment Ptahwer porta una altra oca viva. Aparentment, tots els homes duen les faldilles cap enrere. L'escena de coincidència de l’altre brancal és molt similar. Els servidors ka del registre inferior es mostren portant les potes d'un toro i una altra oca.